# Иглоногие совы
Иглоногие совы (лат. Ninox, от др.-греч. Νῖσος названия ястреба в честь мифологического героя «Нис» и лат. noctua «сова-ястреб») — род птиц семейства совиных.
Русское название дано по редким щетинкообразным пёрышкам, которыми покрыты пальцы птиц.
Длина птиц от 20 до 50 сантиметров. На нижнем крае надклювья имеется своеобразный зубец, как у соколов. Перьевые «уши» отсутствуют. Лицевой диск почти не выражен. Оперение плотное, крылья и хвост длинные. Охотятся обычно на лету.
Для большинства видов основой питания служат беспозвоночные. Крупные виды ловят грызунов и мелких птиц, нападают на кроликов и поссумов.
Обитают преимущественно в джунглях юга восточного полушария. Многие виды являются островными.
В фауне России представлена иглоногая сова (Ninox scutulata), встречающаяся на Дальнем Востоке.

## Список видов
Международный союз орнитологов признает 37 видов иглоногих сов:
- † Ninox albifacies — Смеющаяся сова
- Ninox rufa — Рыжая иглоногая сова
- Гигантская иглоногая сова (Ninox strenua)
- Лающая иглоногая сова (Ninox connivens)
- Ninox rudolfi
- Пятнистая иглоногая сова (Ninox boobook)
- Ninox rotiensis
- Ninox fusca
- Ninox plesseni
- Ninox leucopsis
- Кукушечья иглоногая сова (Ninox novaeseelandiae)
- Ninox japonica
- Иглоногая сова (Ninox scutulata)
- Ninox obscura
- Ninox randi
- Андаманская иглоногая сова (Ninox affinis)
- Филиппинская иглоногая сова (Ninox philippensis)
- Ninox spilocephala
- Ninox leventisi[3]
- Сулусская иглоногая сова (Ninox reyi)
- Ninox rumseyi[3]
- Ninox spilonotus
- Ninox mindorensis
- Сумбасская малая иглоногая сова бубук (Ninox sumbaensis)
- Ninox burhani
- Новобританская иглоногая сова (Ninox ochracea)
- Коричневая иглоногая сова (Ninox ios)
- Ninox hypogramma
- Ninox hantu
- Молуккская иглоногая сова (Ninox squamipila)
- Иглоногая сова Форбеса (Ninox forbesi)
- Ninox natalis
- Адмиралтейская иглоногая сова (Ninox meeki)
- Бурая иглоногая сова (Ninox theomacha)
- Ninox punctulata
- Филиппинская иглоногая сова (Ninox odiosa)
- Бисмаркская сова (Ninox variegata)

## Галерея
- Гигантская иглоногая сова, обитает в Австралии
- Ninox natalis, эндемик острова Рождества
- Лающая иглоногая сова, обитает в Австралии, Новой Гвинее, Индонезии
- Иглоногая сова обитает на территории от Южной Азии до российского Дальнего Востока на севере